# Jenny Yang
Jenny Yang es una comediante, guionista y actriz estadounidense, reconocida principalmente por su aparición en las series The Great North y Los hermanos Sun.

## Carrera
Yang se ha desempeñado como editora ejecutiva en el seriado Last Man Standing de la cadena Fox, y es la creadora y conductora del programa de stand up Comedy Crossing. Paralelo a su labor como comediante, ha aparecido como actriz en seriados como Enemies of Dorothy,The Great North y Nuclear Family. Como guionista, Yang tiene créditos en la primera temporada de la serie de comedia Gordita Chronicles, en las dos temporadas finales de Last Man Standing y en el programa de variedades Busy Tonight.
En 2024 interpretó el papel de Xing en la serie de Netflix Los hermanos Sun.

## Filmografía

### Como actriz
| Año       | Título                    | Papel      | Notas       |
| --------- | ------------------------- | ---------- | ----------- |
| 2015      | What The?!                | Akio       | 2 episodios |
| 2016      | Lonely Woman              | Gladys     |             |
| 2016      | Nuclear Family            | Jenny      | 2 episodios |
| 2017      | Get Your Life             |            | 1 episodio  |
| 2017      | Misery Loves Company      | Mindy Lee  | 1 episodio  |
| 2018      | Badass Bitches of History | Ching Shih |             |
| 2017-1028 | Enemies of Dorothy        | Doll Face  | 2 episodios |
| 2022      | The Great North           | Carissa    | 2 episodios |
| 2024      | Los hermanos Sun          | Xing       | 6 episodios |